# Antonów
Antonów – wieś w Polsce położona w województwie śląskim, w powiecie kłobuckim, w gminie Przystajń.
| SIMC    | Nazwa | Rodzaj    |
| ------- | ----- | --------- |
| 0143700 | Pola  | część wsi |

W latach 1975–1998 miejscowość administracyjnie należała do województwa częstochowskiego.